# Reborn Rich
Reborn Rich (kor. 재벌집 막내아들) – południowokoreański serial telewizyjny z 2022 roku, adaptacja pierwotnej powieści internetowej o tym samym tytule. W rolach głównych występują Song Joong-ki, Lee Sung-min i Shin Hyun-been. Serial emitowany był na antenie JTBC od 18 listopada do 25 grudnia 2022 roku, w każdy piątek, sobotę i niedzielę o godzinie 22:30 (KST). Dostępny jest również do oglądania na platformach streamingowych TVING, Netflix i Disney+ w Korei Południowej oraz na Viu i Viki w wybranych regionach.
Reborn Rich zdobył uznanie widzów, a jego ostatni odcinek osiągnął rekordową oglądalność na poziomie 26,9% w skali kraju. Jest to drugi najwyżej oceniany dramat w historii południowokoreańskiej telewizji kablowej pod względem wskaźnika oglądalności i liczby widzów.

## Fabuła
Serial opowiada historię Yoon Hyun-woo (Song Joong-ki), lojalnego pracownika wyższego szczebla pracującego dla chaebolu Soonyang Group, który zostaje zdradzony i zamordowany przez członka rodziny Soonyang w celu zatuszowania oszustwa podatkowego. Hyun-woo budzi się później w 1987 roku, odkrywając, że został odrodzony w ciele Jin Do-juna, najmłodszego wnuka rodziny Soonyang. Wykorzystując te okoliczności, rozpoczyna swoją zemstę, planując wrogie przejęcie Soonyang Group. Tłem dla fabuły jest potęga chaeboli i kryzys finansowy w Azji z 1997 roku.

## Obsada

### Główna
- Song Joong-ki jako Jin Do-jun / Yoon Hyun-woo
  - Kim Kang-hoon jako młody Jin Do-jun
- Lee Sung-min jako Jin Yang-chul
- Shin Hyun-been jako Seo Min-young

### W pozostałych rolach

#### Rodzina Soonyanga
- Yoon Je-moon jako Jin Young-ki
- Kim Jung-nan jako Syn Jung-dae

- Kim Nam-hee jako Jin Seong-jun
  - Moon Seong-hyun jako młody Jin Seong-joon
- Park Ji-hyun jako Mo Hyun-min
- Jo Han-chul jako Jin Dong-ki
- Seo Jae-hee jako Yoo Ji-na
- Jo Hye-joo jako Jin Ye-jun
- Kim Shin-rok jako Jin Hwa-young
- Kim Do-hyun jako Choi Chang-je
- Kim Young-jae jako Jin Yoon-ki
- Jung Hye-young jako Lee Hae-in

- Kang Ki-doong jako Jin Hyung-jun
  - Cha Sung-je jako młody Jin Hyung-jun
- Kim Hyun jako Lee Pil-ok

#### Grupa Soonyang
- Jung Hee-tae jako Lee Hang-jae
- Heo Jung-do jako Kim Ju-ryeon

#### Ludzie wokół Jin Do-jun
- Park Hyuk-kwon jako Oh Se-hyeon/Mason Oh
- Tiffany Young jako Rachel
- Park Ji-hoon jako Ha In-seok
- Kim Jung-woo jako Woo Byung-jun

#### Występ specjalny
- Park Jin-young jako Shin Gyeong-min
- Cha Sun-woo jako Yoon Hyun-min
- Seo Jeong-yeon jako Han Kyung-hee
- Lee Gyu-hee jako Yoon Dong-su

## Oglądalność
Źródło: Pomiar oglądalności przeprowadzony w całym kraju przez Nielsen Korea.
| Sezon | Numer odcinka | Numer odcinka | Numer odcinka | Numer odcinka | Numer odcinka | Numer odcinka | Numer odcinka | Numer odcinka | Numer odcinka | Numer odcinka | Numer odcinka | Numer odcinka | Numer odcinka | Numer odcinka | Numer odcinka | Numer odcinka | Średnia |
| Sezon | 1             | 2             | 3             | 4             | 5             | 6             | 7             | 8             | 9             | 10            | 11            | 12            | 13            | 14            | 15            | 16            | Średnia |
| ----- | ------------- | ------------- | ------------- | ------------- | ------------- | ------------- | ------------- | ------------- | ------------- | ------------- | ------------- | ------------- | ------------- | ------------- | ------------- | ------------- | ------- |
| 1     | 1,394         | 2,174         | 2,669         | 2,663         | 3,528         | 3,692         | 3,851         | 4,653         | 3,887         | 4,316         | 5,064         | 4,536         | 5,307         | 6,248         | 5,829         | 6,277         | 4,131   |

| No. | Pierwotna data emisji | Średni udział w widowni (Nielsen Korea) | Średni udział w widowni (Nielsen Korea) |
| No. | Pierwotna data emisji | Nationwide                              | Seul                                    |
| --- | --------------------- | --------------------------------------- | --------------------------------------- |
| 1 | 18 listopada 2022     | 6.058%                                  | 6.723%                                  |
| 2 | 19 listopada 2022     | 8,845%                                  | 9,824%                                  |
| 3 | 20 listopada 2022     | 10,826%                                 | 11,713%                                 |
| 4 | 25 listopada 2022     | 11,800%                                 | 13,153%                                 |
| 5 | 26 listopada 2022     | 14,758%                                 | 16,195%                                 |
| 6 | 27 listopada 2022     | 14,880%                                 | 16,507%                                 |
| 7 | 3 grudnia 2022        | 16,102%                                 | 18,026%                                 |
| 8 | 4 grudnia 2022        | 19,449%                                 | 21,776%                                 |
| 9 | 9 grudnia 2022        | 16,995%                                 | 19,512%                                 |
| 10 | 10 grudnia 2022       | 18,337%                                 | 20,515%                                 |
| 11 | 11 grudnia 2022       | 21,137%                                 | 23,858%                                 |
| 12 | 16 grudnia 2022       | 19,817%                                 | 22,178%                                 |
| 13 | 17 grudnia 2022       | 22,456%                                 | 24,370%                                 |
| 14 | 18 grudnia 2022       | 24,936%                                 | 26,949%                                 |
| 15 | 24 grudnia 2022       | 25,032%                                 | 28,164%                                 |
| 16 | 25 grudnia 2022       | 26.948%                                 | 30.101%                                 |
| Średnia | Średnia               | 17.399%                                 | 19.348%                                 |
| - W tabeli powyżej, niebieski liczby przedstawiają najniższe oceny, a czerwone liczby przedstawiają najwyższe oceny. - Ten serial był emitowany na kanale kablowym/płatnej telewizji, który zazwyczaj ma relatywnie mniejszą widownię w porównaniu do telewizji naziemnej/publicznych nadawców (KBS, SBS, MBC i EBS). |                       |                                         |                                         |

## Remake
Usługa strumieniowania Over-the-Top (OTT), Viu, która zakupiła prawa do emisji tego programu pod marką Viu Original we wszystkich rynkach, ujawniła, że planuje zrealizować remak serialu w języku tajskim. Premiera tajskiej wersji serialu ma nastąpić w 2024 roku.